# Tricholomella
Tricholomella är ett släkte av svampar som beskrevs av Kuulo A. Kalamees. Tricholomella ingår i familjen Lyophyllaceae, ordningen skivlingar, klassen Agaricomycetes, divisionen basidiesvampar och riket svampar.
Släktet innehåller bara arten Tricholomella constricta.

## Bildgalleri

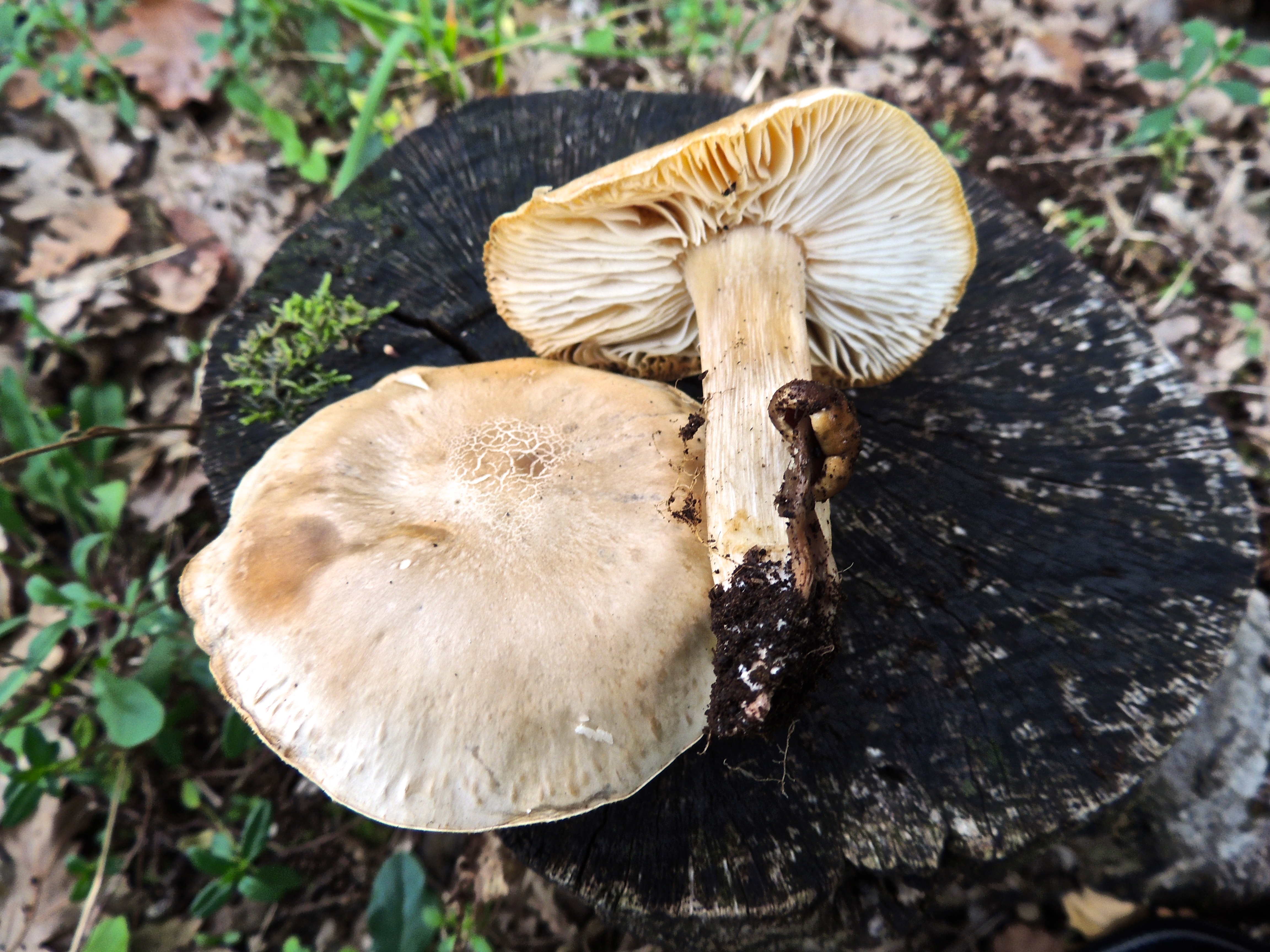